# James Catnach
James Catnach (Alnwick (Northumberland), 1792 - 1841) was een Engelse drukker en uitgever. Zijn vader was ook drukker. In 1813 begon hij zijn eigen bedrijf in Londen.
Catnach was een van de eersten die zich richtte op de populaire en goedkope pers. De bladen en balladen die hij uitgaf spraken een nieuw en breed lezerspubliek aan. De verhalen waren vaak sensationeel van aard en betroffen bekende personen en geruchtmakende moordzaken. Zijn publicaties bieden een goed inzicht in het leven en de interesses van de werkende klasse in het begin van de negentiende eeuw.